# Colombiers-sur-Seulles
Colombiers-sur-Seulles település Franciaországban, Calvados megyében. Lakosainak száma 153 fő (2022. január 1.). Colombiers-sur-Seulles Banville, Sainte-Croix-sur-Mer és Ponts sur Seulles községekkel határos.

## Népesség
A település népességének változása:
| Lakosok száma | 164  | 158  | 160  | 164  | 172  | 165  | 164  | 159  | 157  | 153  |
|               | 1968 | 1982 | 1990 | 2006 | 2013 | 2015 | 2017 | 2019 | 2020 | 2022 |